# محمد الدفراوي
محمد الدفراوي (دسوق 29 مايو 1931 - 5 يناير 2011)، ممثل مصري.
درس بكلية الآداب جامعة القاهرة ثم حصل على شهادة بكالوريوس في الفنون المسرحية عام 1955 وانتقل بين مسارح القطاع الخاص والقطاع العام وعمل في العديد من المسرحيات منها: «دنشواي الحمراء» «كفاح شعب» «تحت الرماد» «السلطان الحائر» «مصرع كليوباترا» «الموت يأخذ إجازة» ومن التمثيليات الإذاعية مثل: «أبواب المستحيل الخمسة»، أما في التلفاز فقد لمع في مسلسل «محمد رسول الله» رغم فرص البطولة التي حصل عليها في بداية حياته فإنه سرعان ما عاد إلى الأدوار الصغيرة وجسد في الغالب دور الشرير الأنيق والمثقف الإيجابي.

## أعماله

### في السينما
- التوربيني (فيلم) (2007)
- عمارة يعقوبيان (2006)
- الباشا تلميذ (فيلم) (2004)
- التجربة الدنماركية (2003) رئيس الوزراء
- هو فيه أيه ؟ (فيلم) (2002)
- أطلانتس: الإمبراطورية المفقودة (النّسخة العربيّة؛ 2001) أداء صوت شخصية ملك أطلانتس
- الواد محروس بتاع الوزير (1999)
- رسالة إلى الوالي (1998)
- حسن اللول (فيلم) (1997)
- النوم في العسل (فيلم) (1996)
- الطريق إلى إيلات (فيلم) (1995) قائد بالقوات البحرية
- طريق الشر (1995).... جابر الديب
- الإرهابي (فيلم) (1994)...... د. فؤاد مسعود
- الناجون من النار (فيلم) (1994)
- اليتيم والذئاب (فيلم) (1993)
- الفضيحة (فيلم) (1992)
- اثنان ضد القانون (فيلم) (1992)
- عيون الصقر (فيلم) (1992)
- مسجل خطر (فيلم) (1991)
- المذنبون الأبرياء (فيلم) (1990)
- ولاد الإيه (1989)
- الفتي الشرير (فيلم) (1989)
- كل هذا الحب (فيلم) (1988)
- ضربة معلم (فيلم) (1987).... عبد الحميد
- سلام يا صاحبي (فيلم) (1986).... الملك
- حب فوق البركان (فيلم) (1978)
- نساء في المدينة (1977)
- سنه أولى حب (فيلم) (1976)
- مدينة الصمت (فيلم) (1973)
- عين الحياة (فيلم) (1970)
- غروب وشروق (فيلم) (1970)
- ورد وشوك (فيلم) (1970)
- شارع الملاهي (فيلم) (1969)
- الحب الخالد (فيلم) (1965)
- بطل للنهاية (1963)
- في بيتنا رجل (فيلم) (1961)
- حب ودلع (فيلم) (1959)
- قبلني في الظلام (فيلم) (1959)
- عروس اليمامة (فيلم)

### في المسرح
- اليوم المفقود (1988)

## في التلفاز
- ناصر (مسلسل) (2008)... جد جمال عبد الناصر
- الإمام المراغي (مسلسل) (2006)
- أحلام البنات (مسلسل) (2005)
- عفاريت السيالة (مسلسل)(2004)..... الحاج حنفي
- إمام الدعاة (مسلسل) (2003).... الحاج متولي
- عائلة الحاج متولي (2001)...الحاج سلامة الذي علم متولي تجارة القماش
- الآذان في مالطا (مسلسل) (1993)
- رأفت الهجان (مسلسل) (1987).... رئيس المخابرات المصرية
- محمد رسول الله (مسلسل) (1978).... فرعون
- ذئاب الجبل (مسلسل) (1993)
- الوسية (1990)
- الرقم المجهول (1969)
- الرجل ذو الخمسة وجوه (1969)

## الديكور
- علشان ربنا يحبك (2001).... تنفيذ المناظر

## الوفاة
توفي الفنان محمد الدفراوي مساء يوم الأربعاء 5 يناير 2011 بعد صراع طويل مع المرض، حيث تدهورت حالته الصحية قبل وفاته بعد أن داهمته آلام الكبد.

## روابط خارجية
- محمد الدفراوي على موقع الدهليز
- محمد الدفراوي على موقع قاعدة بيانات الأفلام العربية